# داگلاس (نمایشنامه)

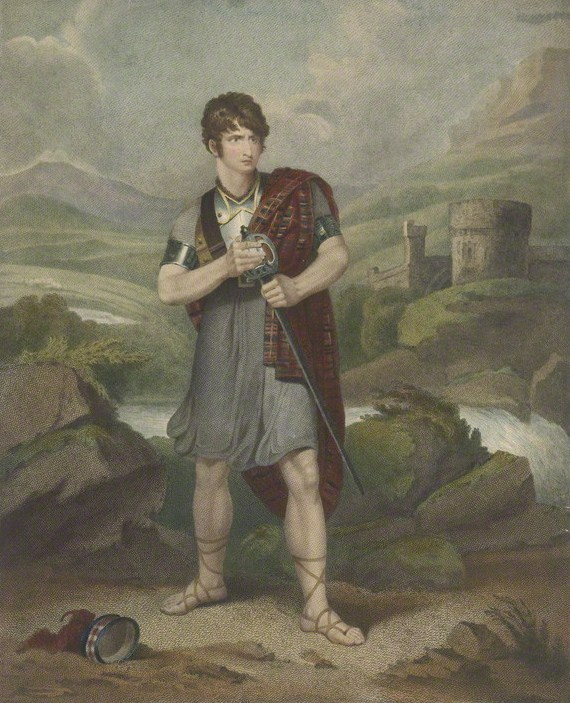
پرتره هنری ارسکین جانستون (۱۷۷۷–۱۸۳۰؟)، بازیگر اسکاتلندی، در نقش اصلی داگلاس

داگلاس یک تراژدی به سبک شعر سپید نوشته جان هوم است که نخستین بار در سال ۱۷۵۶ در ادینبرا به اجرا درآمد.
این نمایش برای چندین دهه در اسکاتلند و انگلیس موفقیت بزرگی محسوب می‌شد و بسیاری از بازیگران برجستهٔ آن دوره، مانند ادموند کین، که اولین بازی خود را در آن انجام داد را جذب خود کرد. پِگ وافینگتون در نقش بانو راندولف به بازیگری پرداخت، بخشی که بعداً در سارا سیدونز به ایفای نقش پرداخت.
خطوط آغازین پرده دوم احتمالاً معروف‌ترین خطوط هستند:
اسم من نوروال است. پدر من در تپه‌های گرامپیان گله‌های خود را می‌چراند. یک جوان روستایی صرفه جو، مراقبت‌های مداوم او باعث افزایش ذخیره اش شد؛ و تنها پسرش، خودم، را در خانه نگه دارد.
_(داگلاس، دوم، من)

## طرح داستان
خانوم راندولف نمایشنامه را در غم از دست دادن برادرش آغاز کرد. اندکی پس از آن، او برای کنیزش فاش کرد که با پسر دشمن پدرش ازدواج کرده‌است. او قادر به اعتراف به ازدواج یا اعتراف به پسری که به دنیا آورده، نبوده‌است. او کنیزش را به همراه پسرش به خانه خواهر کنیز فرستاد. آنها در طوفان گم شده بودند و دیگر خبری از آنها نشده بود.
قهرمان جوان، نوروال، مدت کوتاهی پس از تولدش در خارج از خانه رها شد تا در اثر در معرض دید قرار گرفتن، بمیرد. با این وجود، کودک توسط یک چوپان نجات پیدا کرد -الد نوروال - و بنابراین نام خود را بازمی‌یابد. او در واقع پسر لیدی راندولف (دختر سر مالکوم)، توسط داگلاس است و مدت کوتاهی دوباره با او متحد می‌شود.
سر مالکوم کودک را در معرض دید قرار می‌دهد، اما به بانگ نوروال یک مأموریت در ارتش داده می‌شود.
هنگامی که او زندگی لرد راندولف را نجات می‌دهد، ارباب مدیون او می‌شود و بدین ترتیب یانگ نوروال از طرف گلنالون را که وارث ارباب است مورد حسادت قرار می‌گیرد.
همان‌طور که در مکتب هنری رومانتیک متداول بود، در این داستان نیز بسیاری از شخصیتهای اصلی به استثنای لرد راندولف می‌میرند. بانوی راندولف، پس از شنیدن خبر مرگ یانگ نوروال که توسط لرد راندولف که او نیز توسط گلنالون فریب خورده بود، کشته شده بود، جان خودش را گرفت. به نحوی، بانگ نوروال گلنالون را کشته بود، زیرا گلنالون دربارهٔ او دروغ منتشر می‌کرد.

## مضمون و بازخورد

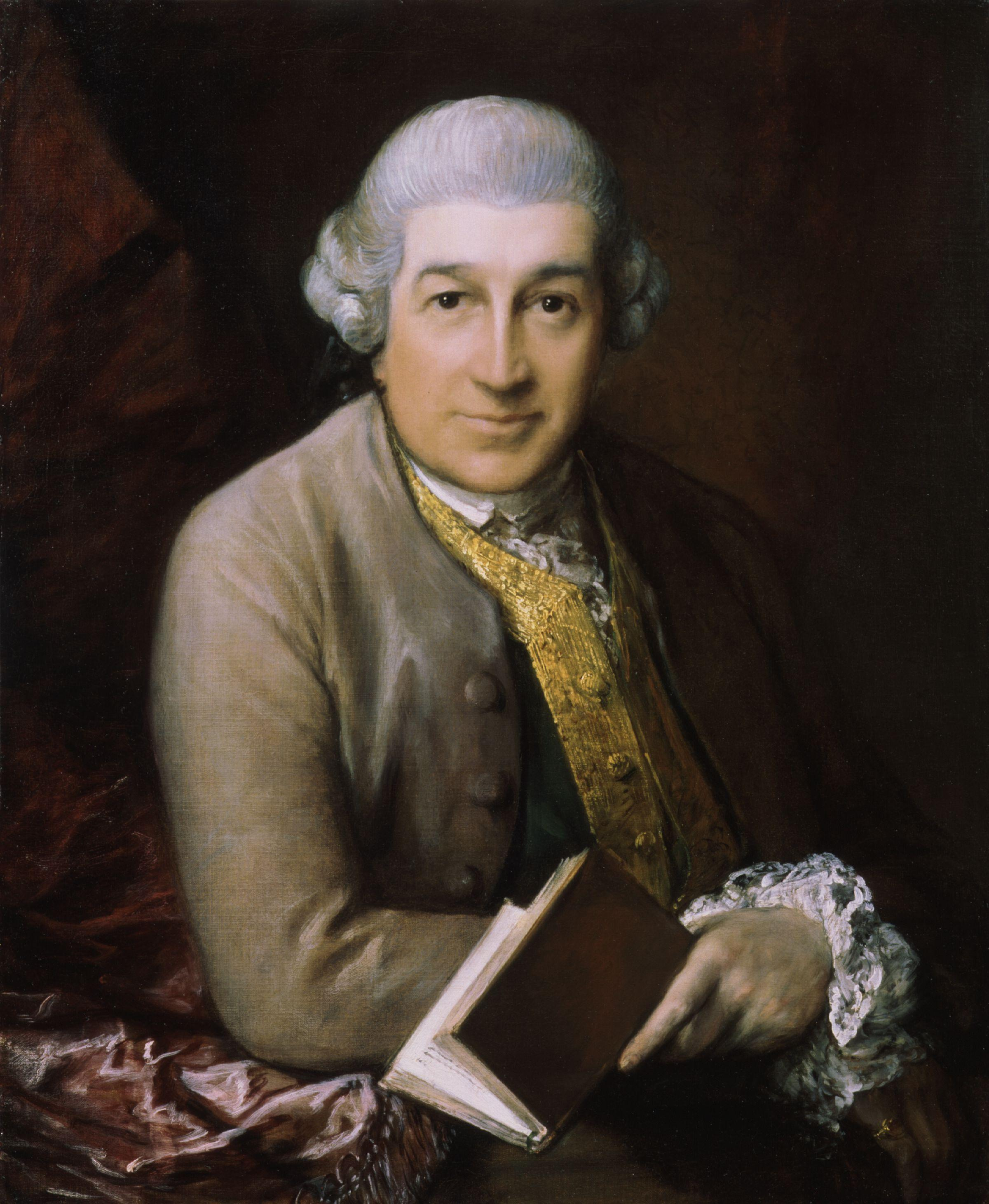
دیوید گریک بازیگر و کارگردان ساکن لندن کسی که در ابتدا نمایشنامه را رد کرد

مضمون این نمایشنامه با شنیدن تصنیف «گیل موریس» یا «چایلد موریس» از بانویی به فکرش خطور کرد (FJ Child , Popular Ballads , ii. 263). تصنیف طرح کلی ساده و برجسته داستان او را فراهم کرد. بعد از آگیس، این دومین شعر درام
خانگی بود.
پس از پنج سال، او نمایشنامه اش را به پایان رساند و آن را برای نظر خواهی کردن از دیوید گاریک به لندن برد. آن هم مثل اگیس رد شد، اما در بازگشتش به ادینبورگ دوستانش تصمیم گرفتند که نمایشنامه باید در آنجا ساخته شود. این در ۱۴ دسامبر ۱۷۵۶، علی‌رغم مخالفت رئیس دانشگاه، که الکساندر کارلایل را احضار کرد تا پاسخگوی دلیل حضور در نمایندگی آن باشد، موفقیت چشمگیری بدست آورد. هوم پس از دیدار از لندن، جایی که داگلاس را در ۱۴ مارس در کاونت گاردن بیرون آوردند، عاقلانه از مدیریت خود استعفا داد.
دیوید هیوم تحسینش از داگلاس را خلاصه کرد و گفت که دوستش «نبوغ نمایشی واقعی شکسپیر و اوتوی را دارد که از وحشیگری ناخوشایند یکی و هرزگی دیگری پاک شده‌است». گری، در نامه ای به هوراس والپول (اوت ۱۷۵۷)، گفت که نویسنده «به نظر می‌رسید زبان واقعی صحنه را بازسازی کرده، که طی صد سال اخیر از دست رفته‌است»، اما ساموئل جانسون از اشتیاق عمومی خودداری کرد و به‌طور قطع اظهار کرد که در کل نمایشنامه ده خط خوب هم وجود نداشت (Boswell, Life , ed. کرکر، ۱۳۴۸، ص. ۳۰۰)
داگلاس نیز از تعجب تماشاگران ادینبورگ چنین استنباط کرد که، "Yer Wullie Shakespeare Noo Whaur's" اظهارنظری دال بر برتری اسکاتلندی‌ها نسبت به نمایشنامه نویس مشهور انگلیسی است. این نمایشنامه همچنین موضوع شماری از هر دو رسالهٔ حمایتی و خصومت آمیز بود. همچنین تقریباً مجموعه داستان‌های اوسیان جیمز مک فرسون را تحت تأثیر قرار داد.
از آنجا که هوم توسط داگلاس توسط مقامات کلیسا تحت تعقیب قرار گرفته بود، در سال ۱۷۵۸ از سمت وزارت استعفا کرد و یک شخص عامی شد. شاید این آزار و شکنجه بوده‌است که موجب شده هوم علاوه بر موفقیت داگلاس در آنجا، برای صحنه لندن هم بنویسد و او را از تأسیس تئاتر ملی جدید اسکاتلند که برخی امیدوار بودند داشته باشد، بازدارد.

## منابع ادبی

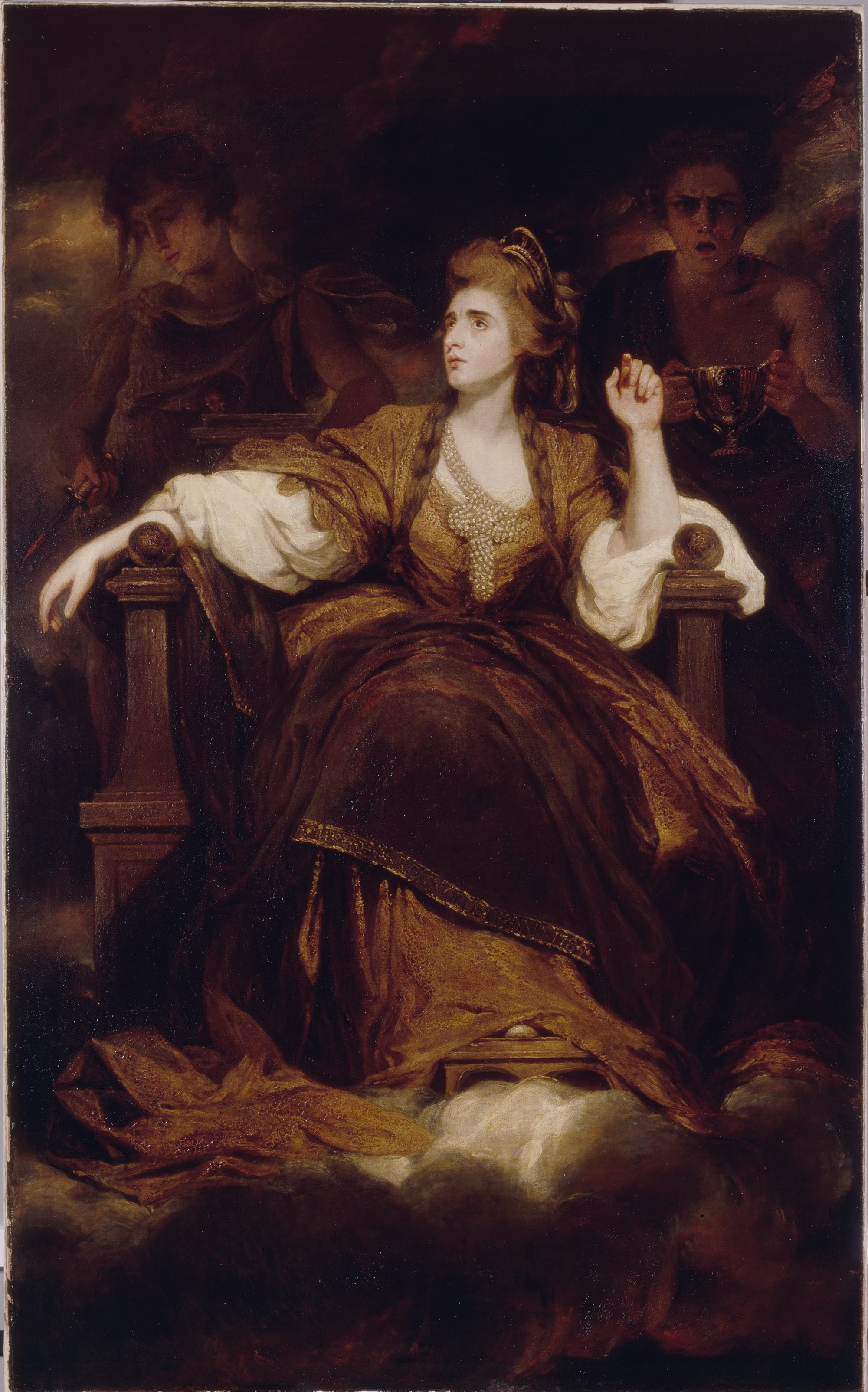
سارا سیدونز، یکی از مشهورترین بازیگران نقش لیدی راندولف در داگلاس